# Competencia digital
Competencia Digital es la Integración e interrelación en las personas de las cinco habilidades clave en el entorno digital: información, comunicación, creación, seguridad digital y empatía digital; potenciando la productividad a través de la eficacia y eficiencia (Medina-Esquivel et al., 2024).
La competencia digital es la capacidad de utilizar las tecnologías de la información y de la comunicación en las tareas de la vida cotidiana, en la escuela, en el trabajo o al ocio. Su contrario es el analfabetismo digital. Se considera como una de las capacidades básicas (además de leer, escribir y matemática) y transversal, es decir una habilidad necesaria en cualquier otra materia que se enseña en la escuela, y más tarde todo por todas partes en casi todas las actividades de la vida cotidiana para toda persona que quiera interactuar con normalidad a la sociedad actual.
El uso de la informática y de la telemática implica transformación de la manera de trabajar y cambios en el acceso a la información y el conocimiento. Cada vez más contenidos y actividades pedagógicas (ejercicios, actividades, lecturas, cuestionarios) utilizan herramientas electrónicas, de las cuales hay que dominar el uso para acceder a la información que hasta hace poco todavía necesitaba papel y lápiz. Sin embargo, no basta con tener acceso a la información, sino que también es necesario poder utilizarla, adaptarla y compartirla de acuerdo a las necesidades y contextos educativos. Es aquí donde entran en juego los recursos educativos abiertos (REA), que son una forma de democratizar el acceso a la educación y el conocimiento, aprovechando las ventajas de la informática y la telemática. 
Según la UNESCO, los REA son materiales de aprendizaje, enseñanza e investigación en cualquier formato y soporte que existen en el dominio público o están bajo derechos de autor y fueron liberados bajo una licencia abierta, que permiten su acceso sin costo, su reutilización, reorientación, adaptación y redistribución por parte de terceros. La licencia abierta se refiere a una licencia que respeta los derechos de propiedad intelectual del propietario de los derechos de autor y proporciona permisos que otorgan al público los derechos de acceso, reutilización, reorientación, adaptación y redistribución de materiales educativos.

## Alfabetización digital
La alfabetización digital es indispensable para participar en las otras actividades: uso del hardware, la navegación por Internet, uso del correo electrónico, de los buscadores y de software. La desmaterialización de la información también contribuye a la reducción del volumen de residuos de papel, CD, y otros recursos, pero implica el dominio de las nuevas herramientas tecnológicas, una inversión en hardware más complejo que la hasta hace poco tradicional pizarra y tiza, y una adaptación de toda la pedagogía. La velocidad de obsolescencia del hardware y la necesidad de encontrar plataformas y sistemas operativos uniformes o compatibles entre ellos es otro reto técnico y económico.
El despliegue normativo de la Ley Orgánica de Educación (LOE) incorpora el concepto de competencia digital en los decretos de enseñanzas mínimas de la educación obligatoria. La competencia digital también se recoge a los nuevos decretos del currículum de la educación infantil, la educación primaria y la educación secundaria obligatoria de Cataluña. El nuevo currículum (2015) de la educación primaria de la Generalitat de Cataluña explicita como una mayor innovación la presencia de competencias digitales en todas las áreas. Ambos currículums de las Illes Balears y de la comunidad Valenciana del 2014 van en el mismo sentido.
En Cataluña el despliegue normativo de la LEY 12/2009, del 10 de julio, de educación regula la adquisición de las competencias básicas en el ámbito digital que tienen que adquirir los estudiantes de los Sistema Educativo Catalán. El Departamento de Enseñanza también ha iniciado la definición de cuáles son las competencias digitales que tienen que tener los docentes para conseguir el dominio de las herramientas tecnológicas entre el alumnado

## Competencia Digital Docente
El Departamento de Enseñanza el 23 de mayo de 2016 publica al Diario Oficial de la Generalitat de Cataluña la definición de la Competencia digital docente, como la capacidad que tienen los docentes de aplicar y transferir todos sus conocimientos, estrategias, habilidades y actitudes sobre las Tecnologías para el Aprendizaje y el Conocimiento (TACO) en situaciones reales y concretas de su praxis profesional para: (a) facilitar el aprendizaje de los alumnos y la adquisición de la competencia digital de este colectivo; (b) llevar a cabo procesos de mejora e innovación a la enseñanza de acuerdo con las necesidades de la era digital; y (c) contribuir a su desarrollo profesional de acuerdo con los procesos de cambio que tienen lugar a la sociedad y a los centros educativos. La Competencia digital docente (CDD) está formada por conocimientos y habilidades de dos tipos: la competencia TIC referida al uso instrumental de las tecnologías (CDI) y las habilidades de carácter didáctico y metodológico (CDM).
Para desarrollar la competencia digital en el sistema educativo, se requiere una correcta integración del uso de las TIC en las aulas y que los docentes tengan la formación necesaria en esa competencia.Por lo tanto, la formación en competencias digitales es un imperativo en la formación profesional docente.
Modelos de Competencia Digital Docente
El modelo National Educational Technology Standards for Teachers está planteado por la International Society for Technology in Education (ISTE) en Estados Unidos e incluye una serie de indicadores de desempeño centrado en cómo los docentes deben poder facilitar el aprendizaje del estudiante mediante TICs, tomando en cuenta el uso didáctico de tecnología en el aula y también el desarrollo profesional docente y la ciudadanía digital. Este modelo prioriza que el docente esté capacitado con una serie de perfiles y habilidades para dar en importancia que el estudiante conduzca su propio aprendizaje. 
El modelo propuesto por la UNESCO de igual manera plantea un establecimiento de ciertos estándares en competencias digitales docentes, en donde se da un enfoque organizacional a la integración de las TIC en la realización del plan de estudios, y en la administración en la formación profesional docente, al igual que en los aspectos didácticos.

## Autoevaluación de Competencias digitales
Existen algunos instrumentos para evaluar la competencia digital docente: 
El Marco Común de Competencia Digital Docente fue creado por el Instituto Nacional de Tecnologías Educativas y Formación del Profesorado y forma parte del trabajo desarrollado en la Ponencia de la Competencia Digital Docente. Este marco incluye cinco áreas:
Área 1. Información y alfabetización informacional
Área 2.  Comunicación y colaboración
Área 3. Creación de contenidos digitales
Área 4. Seguridad
Área 5. Resolución de problemas.

### Cuestionario de la UNIR

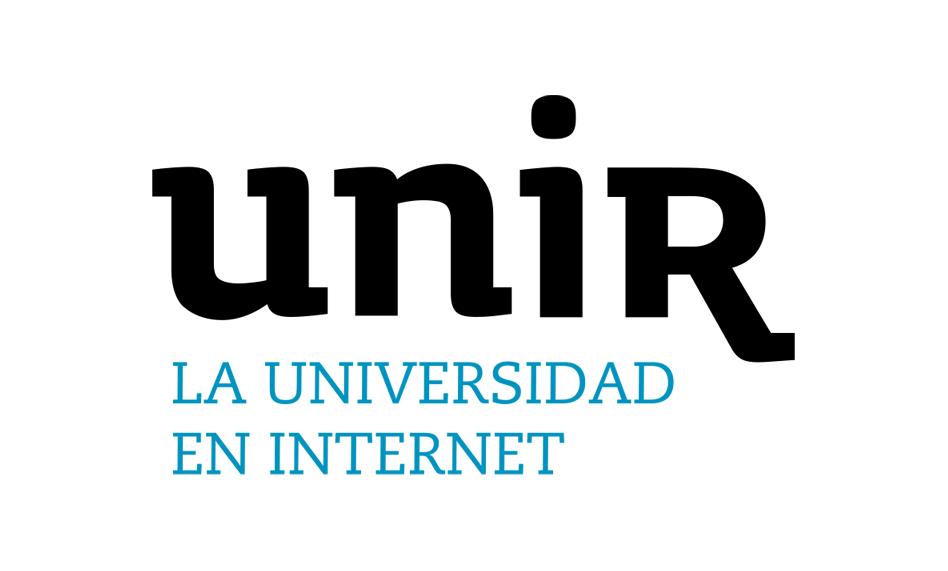
La Universidad en Internet UNIR

Este cuestionario fue diseñado por el grupo de Metodologías Activas y Mastery Learning de UNIR. En cada una de evaluaciones se encuentran las veintiuna competencias que conforman las áreas anteriormente citadas.  Además, se categorizan en seis niveles competenciales progresivos de manejo de cada docente:
- A1 Nivel básico
- A2 Nivel básico
- B1 Nivel intermedio
- B2 Nivel intermedio
- C1 Nivel avanzado
- C2 Nivel avanzado

El cuestionario es gratuito

### Cuestionario de PROFUTURO
Este cuestionario de Autoevaluación de Competencias Digitales para Profesores y Profesoras está compuesto por 23 preguntas distribuidas en tres áreas que a su vez incluyen cuatro competencias:
1. Pedagogía
  - Práctica pedagógica
  - Evaluación
  - Personalización
  - Curaduría y creación
2. Ciudadanía Digital
  - Uso responsable
  - Uso seguro
  - Uso crítico
  - Inclusión
3. Desarrollo Profesional
  - Autodesarrollo
  - Autoevaluación
  - Compartir
  - Comunicación

Los resultados de este cuestionario se expresan en 5 niveles de desarrollo: Exposición, Familiarización, Adaptación, Integración, y Transformación.

## Capacitación docente
Las competencias digitales se abren paso cada vez más como imprescindibles para alcanzar una verdadera sociedad de la información y el conocimiento. Identificarlas, describirlas, evaluarlas, constituyen procesos vitales para diferenciarlas de otras habilidades necesarias para el trabajo con las TIC. Estas competencias revisten una necesidad importante en el contexto actual de la Covid-19, tanto por sus deficiencias en la población general, como en el ámbito educativo.
Existen más factores de los que comúnmente se reconocen en relación con las dificultades que enfrentan los docentes. Algunos de estos incluyen la falta de centros de apoyo, la limitada infraestructura tecnológica y la carencia de formación de los estudiantes en entornos virtuales. Estos elementos, junto con otros factores tanto externos (como los mencionados) como internos que también influyen en el desempeño docente, requieren un impulso para lograr un rendimiento óptimo en todos los niveles educativos.
Las mayores dificultades identificadas corresponden con carencias en la formación en competencias digitales del profesorado, así como falta de resiliencia del sistema ante situaciones extraordinarias. También se debe destacar la brecha digital existente entre docentes en función de su género, edad y tipo de centro educativo, y la menor competencia tecnológica en niveles educativos inferiores, que son los más vulnerables en una enseñanza remota.
Por lo tanto, la competencia digital de los docentes debe ser desarrollada con el fin de llegar a ser capaces de acompañar a los procesos de enseñanza de los estudiantes frente al contexto mundial. Respecto a ello se toma diversas medidas para favorecer esta transición de la presencialidad a virtualidad, las cuales fueron planteadas por parte del Gobierno de Argentina. Entre ellas, el desarrollo del curso “Formar en contextos virtuales”, organizado por el Centro de Innovación y Desarrollo para la Acción Comunitaria (CIDAC). Estos encuentros de capacitación docente fueron cruciales para incrementar la competencia docente frente al ámbito digital durante la pandemia.
La importancia de la intervención de organismos gubernamentales en el dictado de estos cursos recae en que, particularmente en este caso, se brindaron herramientas para poder afrontar todos estos cambios que se dieron en el ámbito educativo durante y posterior a la pandemia. La desdramatización de la tecnología también fue un eje importante que dio lugar a que la competencia docente pueda mejorarse y así transformar las estructuras tradicionales de enseñanza.
Por ende, los educadores deben desarrollar las habilidades esenciales para incorporar las Tecnologías de la Información y la Comunicación (TIC) en sus métodos de enseñanza, tanto de manera general como enfocándose específicamente en el ámbito virtual. Esto implica la creación y moderación de Entornos Virtuales de Aprendizaje (EVA), transicionando desde enfoques pedagógicos centrados en el profesor hacia metodologías y actividades en línea que ponen al estudiante en el centro del proceso educativo.